# Abd-al-Hadi (nom)
Abd-al-Hadi és un nom masculí teòfor àrab islàmic —en àrab عبد الهادي, ʿAbd al-Hādī— que literalment significa «Servidor del Guia», essent «el Guia» un dels epítets de Déu. Si bé Abd-al-Hadi és la transcripció normativa en català del nom en àrab clàssic, també se'l pot trobar transcrit Abdul Hadi... normalment per influència de la pronunciació dialectal o seguint altres criteris de transliteració. Com a teòfor, també el duen molts musulmans no arabòfons que l'han adaptat a les característiques fòniques i gràfiques de la seva llengua.
Vegeu aquí personatges i llocs que duen aquest nom.